# Mukosektomie
Mukosektomie (lateinisch-griechisches Kunstwort, lat. mucosa – Schleimhaut; griech. ek – Vorsilbe aus, heraus; tomein – schneiden; siehe Ektomie), auch „Endoskopische Mukosa Resektion“ (EMR), ist die Abtragung der Schleimhaut eines Organs. So kann z. B. bei bösartigen Tumoren der Speiseröhre die Erkrankung geheilt werden, wenn der Tumor in einem sehr frühen Stadium erkannt wird (sog. Carcinoma in situ (CIS) wörtlich: „Krebs an Ort und Stelle“), d. h. der Tumor wächst noch nicht über die Schleimhaut hinaus. Allerdings wird die EMR bei Ösophaguskarzinomen auch durchaus kritisch gesehen.
Eine Weiterentwicklung dieses Verfahrens heißt Endoskopisch Submuköse Dissektion (ESD). Hierbei gelingt es häufiger den Schleimhauttumor 'en bloc' zu entfernen, was wichtig ist im Hinblick auf das anerkannte Prinzip niemals durch einen Tumor zu schneiden. Die ESD wird vor allem bei Magenfrühkarzinomen mit Erfolg angewendet. Allerdings ist die Erfahrung mit dieser Methode fast ausschließlich auf japanische Expertenzentren beschränkt.
Schleimhäute im menschlichen Körper sind in der Regel sehr regenerationsfreudig. Je kleiner das Wundgebiet ist, desto schneller bedecken von den Wundrändern einwachsende Zellen der Schleimhaut den Defekt. Dieses Verfahren führt – falls keine tieferen Gewebsschichten verletzt werden – zu keinen Funktionseinschränkungen nach Abheilung.

## Magenfrühkarzinom
In Japan hat das Magenfrühkarzinom eine viel größere Bedeutung als in Deutschland, da es dort wesentlich häufiger ist und – u. a. durch Screeningstrategien – die Tumoren häufiger in einem Frühstadium entdeckt werden.

## Ösophagusfrühkarzinom
Die endoskopische Mukosaresektion bei Frühkarzinomen der Speiseröhre wird seit einigen Jahren in Deutschland angewendet. Insbesondere die an Häufigkeit zunehmenden Adenokarzinome sind hier von Bedeutung (Pech et al., 2007, GUT).

## Stimmlippe
Auch an den Stimmlippen wird ein als Mukosektomie angesprochenes Verfahren häufiger angewendet.